# 王磊 (1965年)
王磊（1965年—）安徽合肥人，中国法學家、北京大学法学院教授。

## 经历
- 1965年出生，安徽合肥人，北京大学法学院本科、硕士、博士。
- 中国宪法学会副会长
- 北京市宪法学会副会长
- 北京市人大常委会立法咨询专家
- 曾于1996年作为国际访问学者出访美国，在瑞典斯德哥尔摩大学作访问学者
- 曾获首届北大青年教师优秀教学奖，法学院首届十佳教师奖，中国宪法学会科研一等奖（“宪法实施的新探索”（《中国社会科学》2003年第2期），中国宪法学会科研三等奖（《宪法的司法化》（中国政法大学出版社2000年1月）, 分别于1999年9月和12月在北京人民大会堂和香港会展中心给香港法律界人士讲授宪法。

## 著作

### 专著
- 《选择宪法》（北京大学出版社2003年12月）
- 《布什诉戈尔》（北京大学出版社2002年6月）
- 《宪法的司法化》（中国政法大学出版社2000年1月）

### 主编
- 《我们从天山走来》（北京大学出版2007年11月第1版）

### 期刊类论文
- “论人大释法与香港司法释法的关系”（《法学家》2007年第3期）
- “‘一国两制’在香港的成功实践”（《思想理论教育导刊》2007年7月）
- “构建和谐社会需要什么样的官员”（《法学》2007年第2期）
- “论人民监督员制度的法律化”（《人民检察》2006年8月上半月，最高人民检察院）
- “宪法如何面对未来？”（《中外法学》2005年第1期）
- “人权的宪法保护的几个误区”（《法学家》2004年第4期）
- “法官对法律适用的选择权”（《法学》2004年第4期）
- “对大学生犯罪暂缓起诉的宪法性审查”（《法学杂志》2003年第5期）
- “收容遣送制度的宪法性审查”（《华东政法学院学报》2003年第4期）
- “战争与宪法”（《南风窗》2003年4月上总期235期）
- “宪法实施的新探索”（《中国社会科学》2003年第2期）
- “执政党要带头遵守宪法和法律”（《党建研究》中共中央组织部，2003年第2期）
- 论宪法的概念（《法学杂志》1999年第5期）
- 对行政立法权的宪法学思考（《中外法学》1998年第五期）
- 论我国单一制的法的内涵（《中外法学》1997年第六期）
- 论我国的宪法解释机构（《中外法学》1993年第6期 ）

### 报纸类文章
- 专家激辩移民状元事件 禁报重点大学无法律依据（《法制日报》2005年7月22日）
- “基本法是构建香港和偕社会的法律保障”（香港《文汇报》2005年4月14日）